# Месје 71
Месје 71 (М71) је збијено звјездано јато у сазвежђу Стрелица које се налази у Месјеовом каталогу објеката дубоког неба.
Деклинација објекта је + 18° 46' 44" а ректасцензија 19h 53m 46,1s. Привидна величина (магнитуда) објекта М71 износи 8,4. М71 је још познат и под ознакама NGC 6838, GCL 115.